# Dodge Charger R/T Concept
La Dodger Charger R/T Concept è una concept car costruita dalla Dodge nel 1999.

## Contesto
Venne progettata da Tom Gale. Il suo intento era quello di costruire una berlina sportiva con quattro porte che richiamasse la Dodge Charger degli anni '60, cercando comunque di nascondere le porte posteriori, facendola sembrare una vera e propria coupé. Alla fine risultò più corta di 40 cm e più leggera di 400 kg della Charger.
Aveva un motore V8 Supercharged da 4700 cm³ di cilindrata capace di erogare una potenza massima di 325 CV.
Non ebbe seguito produttivo e ne venne costruito un solo esemplare. Tuttavia, dal 2006 fino al 2023 è stata prodotta una terza generazione di Charger. Quest'ultima però è molto diversa dal prototipo, essendo una berlina sportiva con quattro porte.